# Liste der Bodendenkmäler in Kumhausen
Auf dieser Seite sind die Bodendenkmäler in der niederbayerischen Gemeinde Kumhausen zusammengestellt. Diese Tabelle ist eine Teilliste der Liste der Bodendenkmäler in Bayern. Grundlage ist die Bayerische Denkmalliste, die auf Basis des Bayerischen Denkmalschutzgesetzes vom 1. Oktober 1973 erstmals erstellt wurde und seither durch das Bayerische Landesamt für Denkmalpflege geführt wird. Die folgenden Angaben ersetzen nicht die rechtsverbindliche Auskunft der Denkmalschutzbehörde.

## Bodendenkmäler in Kumhausen
| Lage                     | Objekt                                                                                      | Akten-Nr.     | Bild |
| ------------------------ | ------------------------------------------------------------------------------------------- | ------------- | ---- |
| (Standort)               | Siedlung der Linearbandkeramik und der Münchshöfener Gruppe.                                | D-2-7438-0296 |      |
| (Standort)               | Siedlung der Linearbandkeramik und der Bronzezeit.                                          | D-2-7438-0297 |      |
| Niederkam (Standort)     | Siedlung vor- und frühgeschichtlicher Zeitstellung.                                         | D-2-7438-0298 |      |
| (Standort)               | Siedlung vor- und frühgeschichtlicher Zeitstellung.                                         | D-2-7438-0299 |      |
| (Standort)               | Siedlung vor- und frühgeschichtlicher Zeitstellung.                                         | D-2-7438-0300 |      |
| (Standort)               | Grabhügel vorgeschichtlicher Zeitstellung.                                                  | D-2-7439-0163 |      |
| (Standort)               | Grabhügel vorgeschichtlicher Zeitstellung.                                                  | D-2-7439-0164 |      |
| (Standort)               | Grabhügel vorgeschichtlicher Zeitstellung.                                                  | D-2-7439-0165 |      |
| (Standort)               | Siedlung vorgeschichtlicher Zeitstellung (Neolithikum) sowie des Spätmittelalters           | D-2-7439-0167 |      |
| (Standort)               | Siedlung vor- und frühgeschichtlicher Zeitstellung.                                         | D-2-7439-0168 |      |
| (Standort)               | Zwei parallel verlaufende Gräben einer Altstraße vor- und frühgeschichtlicher Zeitstellung. | D-2-7439-0169 |      |
| (Standort)               | Verebnete Grabhügel vorgeschichtlicher Zeitstellung.                                        | D-2-7439-0170 |      |
| (Standort)               | Siedlung der Linearbandkeramik, des Mittelneolithikums (Stichbandkeramik)                   | D-2-7439-0171 |      |
| (Standort)               | Siedlung vorgeschichtlicher Zeitstellung.                                                   | D-2-7439-0172 |      |
| (Standort)               | Siedlung vor- und frühgeschichtlicher Zeitstellung.                                         | D-2-7439-0173 |      |
| (Standort)               | Siedlung vor- und frühgeschichtlicher Zeitstellung.                                         | D-2-7439-0174 |      |
| (Standort)               | Verebnete Grabhügel vorgeschichtlicher Zeitstellung.                                        | D-2-7439-0175 |      |
| (Standort)               | Verebnete Viereckschanze der späten Latènezeit.                                             | D-2-7439-0176 |      |
| (Standort)               | Verebneter Grabhügel vorgeschichtlicher Zeitstellung.                                       | D-2-7439-0177 |      |
| (Standort)               | Verebnetes Grabenwerk vor- und frühgeschichtlicher Zeitstellung.                            | D-2-7439-0178 |      |
| Obergangkofen (Standort) | Grabhügel vorgeschichtlicher Zeitstellung.                                                  | D-2-7439-0179 |      |
| (Standort)               | Siedlung vorgeschichtlicher sowie mittelalterlich/neuzeitlicher Zeitstellung.               | D-2-7439-0236 |      |
| (Standort)               | Siedlung vorgeschichtlicher Zeitstellung.                                                   | D-2-7439-0258 |      |
| (Standort)               | Bestattungsplatz des frühen Mittelalters.                                                   | D-2-7439-0267 |      |
| (Standort)               | Untertägige mittelalterliche und frühneuzeitliche Befunde im Bereich der Kath. Kirche       | D-2-7439-0315 |      |
| (Standort)               | Untertägige mittelalterliche und frühneuzeitliche Befunde im Bereich der Kath. Pfarrkirche  | D-2-7439-0317 |      |
| (Standort)               | Siedlung vorgeschichtlicher und neolithischer, u. a. mittelneolithischer Zeitstellung.      | D-2-7439-0324 |      |
| (Standort)               | Untertägige Befunde des Mittelalters und der frühen Neuzeit im Bereich der Kath. Kirche     | D-2-7439-0325 |      |
| (Standort)               | Siedlung vor- und frühgeschichtlicher Zeitstellung.                                         | D-2-7439-0326 |      |
| (Standort)               | Siedlung des Neolithikums.                                                                  | D-2-7538-0192 |      |
| (Standort)               | Siedlung vor- und frühgeschichtlicher Zeitstellung.                                         | D-2-7538-0193 |      |
| (Standort)               | Verebnetes viereckiges Grabenwerk vor- und frühgeschichtlicher Zeitstellung                 | D-2-7538-0194 |      |
| (Standort)               | Siedlung vor- und frühgeschichtlicher Zeitstellung.                                         | D-2-7538-0195 |      |
| (Standort)               | Untertägige mittelalterliche und frühneuzeitliche Befunde im Bereich der Kath. Pfarrkirche  | D-2-7538-0348 |      |
| (Standort)               | Untertägige frühneuzeitliche Befunde im Bereich der Kath. Kirche St. Pankratius             | D-2-7538-0351 |      |
| (Standort)               | Untertägige mittelalterliche und frühneuzeitliche Befunde im Bereich der Kath. Kirche       | D-2-7538-0354 |      |
| (Standort)               | Untertägige mittelalterliche und frühneuzeitliche Befunde im Bereich der Kath. Kirche       | D-2-7538-0356 |      |
| (Standort)               | Verebnetes viereckiges Grabenwerk vor- und frühgeschichtlicher Zeitstellung                 | D-2-7539-0065 |      |
| (Standort)               | Siedlung vor- und frühgeschichtlicher Zeitstellung.                                         | D-2-7539-0066 |      |
| (Standort)               | Verebnetes Grabenwerk vor- und frühgeschichtlicher Zeitstellung.                            | D-2-7539-0068 |      |
| (Standort)               | Verebnete Grabhügel vorgeschichtlicher Zeitstellung.                                        | D-2-7539-0069 |      |
| (Standort)               | Turmhügel des Mittelalters.                                                                 | D-2-7539-0070 |      |
| (Standort)               | Siedlung des Mittelalters und der Neuzeit.                                                  | D-2-7539-0086 |      |
| (Standort)               | Siedlung des Mittelalters und der Neuzeit.                                                  | D-2-7539-0087 |      |
| (Standort)               | Untertägige mittelalterliche und frühneuzeitliche Befunde im Bereich der Kath. Kirche       | D-2-7539-0180 |      |
| (Standort)               | Untertägige mittelalterliche und frühneuzeitliche Befunde im Bereich der Kath. Kirche       | D-2-7539-0184 |      |